# Gnojno
Gnojno è un comune rurale polacco del distretto di Busko-Zdrój, nel voivodato della Santacroce.
Ricopre una superficie di 95,66 km² e nel 2004 contava 4 780 abitanti.